# Nannocyrtopogon lestomyiformis
Nannocyrtopogon lestomyiformis is een vliegensoort uit de familie van de roofvliegen (Asilidae). De wetenschappelijke naam van de soort is voor het eerst geldig gepubliceerd in 1936 door Wilcox & Martin.